# Sauris ursula
Sauris ursula là một loài bướm đêm trong họ Geometridae.